# Чемпионат мира по шорт-треку 2021
Чемпионат мира по шорт-треку 2021 года проходил с 5 по 7 марта в многофункциональном спортивном центре Optisport Sportboulevard Dordrecht в Дордрехте, Нидерланды. Соревнования были проведены среди мужчин и женщин в многоборье и эстафетах.
Чемпион в многоборье определялся по результатам четырёх дистанций — на 500, 1000, 1500 и 3000 метров. На дистанциях сначала проводятся предварительные забеги, затем лучшие шорт-трекисты участвуют в финальных забегах. Очки начисляются за каждое место в финале (34 очков за 1 место, 21 за 2-е, 13 за 3-е, 8 за 4-е, 5 за 5-е, 3 за 6-е, 2 за 7-е, 1 за 8-е). Чемпионом мира в многоборье становится спортсмен, набравший наибольшую сумму очков по итогам четырёх дистанций. В случае равенства набранных очков преимущество отдаётся спортсмену, занявшему более высокое место на дистанции 3000 м.
На чемпионате также проводятся эстафеты у женщин на 3000 м и у мужчин на 5000 м. В соревнованиях принимают участие команды из четырёх спортсменов.
Из-за пандемии коронавируса спортсмены из Азии не участвовали в чемпионате мира, от участия отказалась также команда Великобритании.
Из-за запрета Спортивного арбитражного суда (CAS) использования флага и гимна России на этом чемпионате российские спортсмены выступали под флагом Союза конькобежцев России (RSU). ISU ввел данные ограничения в свете решения CAS об отстранении России от Олимпиад и чемпионатов мира на два года.

## Медали

### Общий зачёт
(Жирным шрифтом выделено самое большое количество медалей в своей категории; принимающая страна также выделена)
| Общее количество медалей | Общее количество медалей | Общее количество медалей | Общее количество медалей | Общее количество медалей | Общее количество медалей |
| Место                    | Страна                   | Золото                   | Серебро                  | Бронза                   | Всего                    |
| ------------------------ | ------------------------ | ------------------------ | ------------------------ | ------------------------ | ------------------------ |
| 1                        | Нидерланды               | 6                        | 1                        | 2                        | 9                        |
| 2                        | Венгрия                  | 3                        | 3                        | 0                        | 6                        |
| 3                        | Канада                   | 1                        | 2                        | 1                        | 4                        |
| 4                        | Италия                   | 0                        | 1                        | 5                        | 6                        |
| 5                        | Команда СКР              | 0                        | 1                        | 2                        | 3                        |
| 6                        | Бельгия                  | 0                        | 1                        | 0                        | 1                        |
| 6                        | Франция                  | 0                        | 1                        | 0                        | 1                        |
| Всего стран: 7           | Всего стран: 7           | 10                       | 10                       | 10                       | 30                       |

### Призёры

#### Мужчины
| Дисциплина      | Золото                                                                     | Золото   | Серебро                                                                                  | Серебро  | Бронза                                                                       | Бронза   |
| --------------- | -------------------------------------------------------------------------- | -------- | ---------------------------------------------------------------------------------------- | -------- | ---------------------------------------------------------------------------- | -------- |
| Многоборье      | Шаоанг Лю Венгрия                                                          | 60 очков | Шаолинь Шандор Лю Венгрия                                                                | 55 очков | Семён Елистратов Команда СКР                                                 | 44 очка  |
| 500 метров      | Шаоанг Лю Венгрия                                                          | 40,524   | Семён Елистратов Команда СКР                                                             | 40,603   | Пьетро Сигель Италия                                                         | 40,673   |
| 1000 метров     | Шаолинь Шандор Лю Венгрия                                                  | 1:25,901 | Шаоанг Лю Венгрия                                                                        | 1:26,000 | Пьетро Сигель Италия                                                         | 1:26,083 |
| 1500 метров     | Шарль Амлен Канада                                                         | 2:18,143 | Ицхак де Лаат Нидерланды                                                                 | 2:18,202 | Семён Елистратов Команда СКР                                                 | 2:18,296 |
| Эстафета 5000 м | Нидерланды · Дан Бреувсма · Ицхак де Лаат · Шинки Кнегт · Йенс ван ’т Ваут | 6:46,161 | Венгрия · Чаба Бурьян · Джон-Генри Крюгер · Шаоанг Лю · Шаолинь Шандор Лю · Алекс Варнью | 6:55,809 | Италия · Юрий Конфортола · Томмазо Дотти · Пьетро Сигель · Лука Спекенхаузер | 6:56,554 |

- Курсивом выделены спортсмены, участвовавшие в предварительных забегах эстафеты

#### Женщины
| Дисциплина      | Золото                                                                                               | Золото    | Серебро                                                                     | Серебро  | Бронза                                                                                               | Бронза   |
| --------------- | --- | --------- | --------------------------------------------------------------------------- | -------- | --- | -------- |
| Многоборье      | Сюзанне Схюлтинг Нидерланды                                                                          | 136 очков | Кортни Саро Канада                                                          | 58 очков | Арианна Фонтана Италия                                                                               | 39 очков |
| 500 метров      | Сюзанне Схюлтинг Нидерланды                                                                          | 42,661    | Арианна Фонтана Италия                                                      | 42,719   | Сельма Паутсма Нидерланды                                                                            | 42,850   |
| 1000 метров     | Сюзанне Схюлтинг Нидерланды                                                                          | 1:26,854  | Ханне Десмет Бельгия                                                        | 1:26,993 | Кортни Саро Канада                                                                                   | 1:27,470 |
| 1500 метров     | Сюзанне Схюлтинг Нидерланды                                                                          | 2:36,884  | Кортни Саро Канада                                                          | 2:37,089 | Ксандра Велзебур Нидерланды                                                                          | 2:37,109 |
| Эстафета 3000 м | Нидерланды · Сельма Паутсма · Сюзанне Схюлтинг · Яра ван Керкхоф · Ксандра Велзебур · Рианне де Врис | 4:08,024  | Франция · Гвендолин Доде · Тифани Уо-Маршан · Орели Левек · Орели Монвуазен | 4:10,267 | Италия · Арианна Фонтана · Синтия Машитто · Арианна Сигель · Мартина Вальчепина · Арианна Вальчепина | 4:17,631 |

- Курсивом выделены спортсмены, участвовавшие в предварительных забегах эстафеты